# Y 6400
Le Y 6400 est un locotracteur diesel dérivé des Y 6200.

## Caractéristiques
Les Y 6626 et 6627 possèdent trois vitres latérales de cabine alors que le reste de la série en possède deux.

## Effectifs par réseaux des 1er janvier 1958[1], 1966[2]à celui de 1973[3]ainsi que les dépôts titulaires[3],[4],[5],[6]et Établissement Maintenance Traction[7]
- Réseau Est - 1 : 21[1],[2], 20[3]
- Réseau Nord - 2 : 30[1], 35[2], 36[3]
- Réseau Ouest - 3 : 66[1], 63[2], 62[3]
- Réseau Sud-Ouest - 4 : 41[1]51[2], 50[3]
- Réseau Sud-Est - 5 : 30[1], 36[2], 59[3]
- Réseau Méditerranée - 6 : 19[1], 21[2]
- Paris - La-Villette[3],[4],[5],[6],[7]
- Chalindrey[3],[4],[5],[6],[7]
- Mohon[3],[4],[5],[6]
- Metz[3],[4],[5],[6],[7]
- Strasbourg[3],[4],[5]
- La Plaine[3],[4],[5]
- Aulnoye[3],[4]
- Lens[3],[4],[5],[6],[7]
- Longueau[3],[4],[5],[6]
- Achères[3],[4],[5],[6],[7]
- Le Mans[3],[5],[6],[7]
- Sotteville[3],[4],[5],[6],[7]
- Caen[3],[4],[5],[6],[7]
- Rennes[3],[4],[5],[6],[7]
- La Rochelle[3],[4]
- Nantes[3],[4],[5],[6]
- Paris - Sud-Ouest[3],[4],[5],[6],[7]
- Les-Aubrais[3],[4],[5],[6],[7]
- Tours - Saint-Pierre-des-Corps[3],[4],[5],[6],[7]
- Bordeaux - Saint-Jean[3],[4],[5],[6],[7]
- Hendaye[3]
- Limoges[3],[4],[5]
- Toulouse[3],[4],[5],[6],[7]
- Tarbes[3],[4],[5]
- Villeneuve[3],[4],[5],[6],[7]
- Nevers[3],[4],[5]
- Dijon-Perrigny[3],[4],[5],[6],[7]
- Vénissieux[3],[4],[5] puis Lyon-Vaise[6],[7]
- Chambéry[3],[4],[5],[6],[7]
- Marseille-Blancarde[3],[4],[5],[6]
- Nîmes[3],[4],[5]
- Avignon[4],[5],[6]

## Engins sauvegardés
- Y 6411 : utilisé au silo de Tracy-sur-Loire pour les manœuvres sur l'ITE.
- Y 6424 : préservé en état de marche par l’Association du Train Touristique du Centre Var (ATTCV) ;
- Y 6431 : préservé en état de marche par le Chemin de Fer Touristique du Sud des Ardennes (CFTSA) ;
- Y 6502 : préservé par l'association Le Train de La Sauve (LTLS) ;
- Y 6546 : préservé en état de marche par le Chemin de Fer Touristique du Pays de l’Albret (CFTPA) ;
- Y 6563 : anciennement préservé par le Chemin de fer à Vapeur des Trois Vallées (CFV3V) en Belgique, ferraillé en 2014 ;
- Y 6570 : préservé en état de marche par le Chemin de Fer de la Vallée de l’Eure (CFVE) ;
- Y 6571 : préservé en état de marche par l’AJECTA au Musée vivant du chemin de fer à Longueville ;
- Y 6574 : préservé en état de marche par le Train Touristique des Monts du Lyonnais (TTML) ;
- Y 6575 : exposé en monument à Guise (Aisne)[8] ;
- Y 6610 : préservé en état de marche par le Chemin de Fer Touristique du Sud des Ardennes (CFTSA) ;
- Y 6617 : préservé en état de marche par l'Amicale des Anciens et Amis de la Traction à Vapeur section Centre-Val de Loire (AAATV-CVL).

## Modélisme
Les Y 6400 ont été reproduits à l'échelle HO par la firme EPM.
Les artisans Rotomagus, Gécomodel et DutDut l'ont également reproduit mais sous forme de kit en laiton à monter.